# Филипинско бодљикаво прасе
Филипинско бодљикаво прасе (лат. Hystrix pumila) је сисар из реда глодара и фамилије Hystricidae. 

## Распрострањење
Ареал филипинског бодљикавог прасета је ограничен на једну државу. 
Филипини су једино познато природно станиште врсте.

## Станиште
Станишта филипинског бодљикавог прасета су шуме и травна вегетација.

## Угроженост
Филипинско бодљикаво прасе се сматра рањивом врстом у погледу угрожености од изумирања.